# Ernst Reiter (Sänger)
Ernst Reiter (* 29. August 1897 in Basel; † nach 1962) war ein Schweizer Sänger der Stimmlage Tenor, Gesangspädagoge und Komponist. Er war Enkel des gleichnamigen Dirigenten und Komponisten Ernst Reiter.

## Leben und Werk
Ernst Reiter studierte bei Hermann Suter, Joseph Lauber und Louis Bachner, sowie Musikwissenschaft in Basel bei Karl Nef und in Berlin. Er promovierte 1924 in Basel mit der Arbeit Carl Maria von Webers künstlerische Persönlichkeit aus seinen Schriften (Leipzig 1926).
Ernst Reiter unterrichtete neben seinem Wirken als Sänger und Gesangslehrer von 1935 bis 1945 an der Schweizerischen Orchesterschule in Basel. Von 1957 bis 1962 lehrte er in Berlin. Seinen Lebensabend verbrachte er wieder in Basel.
Als Komponist schuf Reiter das Ballett Scène mauresque für Orchester (1920), eine Suite für zwei Klarinetten und zwei Hörner (1944) sowie Chormusik.